# Hidroconformado
El hidroconformado (o hydroforming en inglés) consiste en el conformado de un material mediante la acción de un líquido sometido a presión (agua o emulsiones de agua y aceite). Puede dividirse en tres pasos básicos: 
- Carga de la pieza (tubular o chapa) en la prensa
- Llenado del tubo o de la matriz con líquido
- Conformado de la pieza mediante la acción simultánea de fuerza axial (en caso de tubos) y presión interna (pudiendo llegar hasta los 10 000 bares)

## Elementos del hidroconformado

### Fluido de trabajo
El fluido, principalmente agua, suele llevar añadido algún tipo de lubricante. A altas temperaturas se ha tenido que eliminar el agua, empleándose únicamente aceite (Hidroconformado en caliente) , o incluso algún gas para muy altas temperaturas de conformado (Hot Metal Gas Forming). En ocasiones es además necesario añadir algún tipo de lubricante en la cara seca de la chapa o tubo. El uso de lubricantes está principalmente justificado para favorecer la fluencia del material (al reducir la fricción con los elementos fijos) y aumentar así el grado de hidroconformado que es capaz de absorber la pieza. En cualquier caso, la elección de los fluidos de trabajo y de los lubricantes es función de cada proceso en particular con sus características y no del hidroconformado en general.

### Materiales hidroconformables
El material más empleado hoy en día es el acero, aunque todos los metales que pueden conformarse en frío son válidos para el hidroconformado.  La elección del material a emplear está ligada a los requerimientos de la pieza final y a los límites del proceso. La selección de materiales depende en última instancia de la aplicación de la pieza. Por otra parte, las aleaciones ligeras como las de aluminio, resultan ser más rígidas y propensas a rotura por deformación en frío, por lo que puede resultar favorable realizar el hidroconformado a temperaturas mayores para aumentar así la maleabilidad del material de partida. 

## Tipos de hidroconformado

### Hidroconformado de chapa

#### Hidroconformado de chapa simple
Los procesos de hidroconformado de chapa se basan en la utilización de un fluido a presión para obligar a la chapa a adoptar la forma del punzón o del molde. El aumento de presión es obtenido mediante sistemas hidráulicos (bombas o intensificadores de presión). El hidroconformado de chapa simple puede realizarse con una membrana intermedia entre el fluido de trabajo y la pieza a conformar o directamente sin la membrana, habiendo contacto entre el fluido y la pieza. 
- Hidroconformado con matriz:

Este sistema de hidroconformado utiliza una matriz que sirve como negativo de la forma final de la pieza en una de las caras y un mecanismo hidráulico que proporciona el fluido a presión (puede estar incluido tanto en la matriz superior como en la inferior) para empujar la chapa contra la matriz. El material se expande por la presión del fluido en el interior de una matriz con forma de cavidad cerrada. El material se deforma por la presión interna. Pasos:
1. La chapa no deformada se sitúa en la matriz
2. Se cierra la prensa y se aplica una presión inicial de pre- conformado para colocar bien la chapa
3. La matriz superior (entendiendo por esto la membrana) es desplazada por la presión para deformar la chapa durante la primera etapa de conformado
4. Tras despresurizar el fluido, se abre la prensa y se retira la chapa aplicándole en caso necesario un posterior tratamiento térmico para eliminar las tensiones mecánicas del material

- El hidroconformado con punzón:

En este proceso se posiciona la chapa sobre una matriz, que sella solamente su perímetro. A continuación se deforma el material con una prensa hidráulica convencional y se introduce líquido a presión.
En ocasiones el material de partida presenta una preforma (pretensado) en la dirección opuesta al impacto de la prensa por medio de una aplicación de la presión previa al accionamiento del punzón. De este modo el material sufre un trabajo de endurecimiento, muy difícil de conseguir por otros métodos tradicionales de embutición profunda. También es posible dejar fija la matriz que hace de negativo, siendo el fluido de trabajo el que actúe como punzón. Podemos ver los pasos del hidroconformado con punzón en el siguiente esquema:
- https://web.archive.org/web/20111002065746/http://www.fluidforming.de/index.php/de/hydroformmaschine-formbalancer

#### Hidroconformado de chapa doble
Este proceso se caracteriza por conformar simultáneamente dos piezas en un molde al introducir un fluido a alta presión en el hueco entre ambas piezas y obligar a las chapas adoptar la forma del molde. Por este método se consiguen elementos estructurales huecos y piezas de tipo depósito. También pueden ser empleados para fabricar parejas de piezas que pueden tener diferentes geometrías, distintos espesores e incluso ser de diferentes materiales, pero debiendo tener siempre la misma área proyectada. En este caso las matrices inferior y superior serán distintas, cada una con la geometría de la pieza correspondiente. La ventaja de este proceso es que podemos obtener dos piezas en cada ciclo, provocando un incremento en la productividad.

### Hidroconformado de tubo

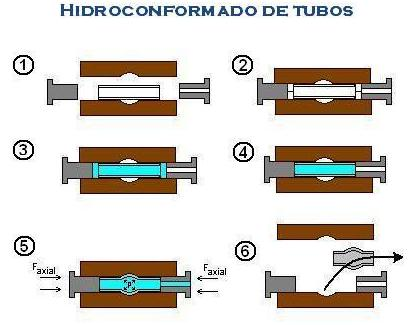
Hidroconformado de tubos

Consiste en el conformado de un tubo de acero contra las paredes de una matriz, mediante la introducción de un fluido a presión. Pudiendo emplearse además una compresión simultánea para evitar un excesivo adelgazamiento del espesor del tubo en las zonas sometidas a una fuerte expansión. El tubo de partida, recto o preconformado (prebending) con diferentes curvados, tiene sección constante y la pieza final puede tener sección variable y/o salientes localizados en zonas concretas de la pieza, obteniéndose unas formas suaves Suele tener dos matrices, que permiten alojar en su interior el tubo inicial a deformar. El sistema de anclaje se realiza por los extremos del tubo que garantizan su forma final durante su conformado, ya que «siguen» el movimiento del tubo cuando este se deforma. 
A continuación se enumeran los pasos de este tipo de hidroconformado:
1. Tubos rectos o pre-deformados se introducen primero en la matriz
2. La matriz se cierra por un proceso hidráulico que puede conformar de manera mecánica el tubo durante el cierre
3. Los punzones de sellado cierran las extremidades del tubo y se inicia el llenado
4. El material se expande por el incremento de presión del líquido que se realiza conjuntamente con el avance simultáneo de los punzones de sellado, fluye hacia el interior de las zonas de conformado y da la configuración final de la pieza

En los siguientes videos podemos observar el proceso de hidroconformado de tubos: 
- https://web.archive.org/web/20070308054800/http://www.schulergroup.com/06_videos/hydroforming_ihu_verfahren_animation_ihu_rohre.wmv
- https://web.archive.org/web/20111109152514/http://www.interlaken.com/hydroforming/hydroforming-video.htm
- http://www.youtube.com/watch?v=F9mk5wT9W6o
- http://www.youtube.com/watch?v=8AGYBfyMuQc
- http://www.youtube.com/watch?v=fV3Pg-JyLrk

Los tres modos principales de fracaso encontrados durante el hidroconformado son: la fractura, las arrugas y el pandeo, provocados por la alta presión interna en el primer caso o por la alta carga de compresión en el tubo o una presión interna insuficiente en los otros casos.
Además de estos tipos de hidroconformado, también existe el hidroconformado por explosión.

## Simulación por elementos finitos
En hidroconformado es importante el empleo de la simulación por elementos finitos, que permite al usuario decidir en las fases iniciales del proyecto si el componente se puede producir mediante esta técnica o si se requieren modificaciones en su diseño. El uso de la simulación por elementos finitos y del diseño asistido por ordenador ayuda a definir el proceso completo incluso antes de que las matrices se hayan fabricado. Además permite analizar con mayor detalle las partes más críticas del modelo.
En los siguientes videos se puede observar una simulación de hidroconformado:
- http://www.youtube.com/watch?index=0&feature=PlayList&p=9B6D9EAE75875D9D&hl=es&v=IlBTMA8YwFU&gl=ES
- http://www.youtube.com/watch?index=0&feature=PlayList&p=82A7FAEAAC8E5006&hl=es&v=JT4Q4vnwXoo&gl=ES

## Ventajas e inconvenientes

### Ventajas
La principal ventaja del hidroconformado es la flexibilidad, ya que con el hidroconformado se pueden crear formas irregulares y geometrías complejas, incluso incapaces de fabricar por otros métodos. Otras ventajas obtenidas gracias al hidroconformado son:
- Reducción del peso, mediante la disminución de las soldaduras (reduciendo la capacidad de corrosión) para unir partes y por la posibilidad de alcanzar espesores mucho más reducidos en comparación con piezas fundidas.
- Mejora las propiedades frente a fatiga por la reducción de articulaciones soldadas.
- Reducción de la recuperación elástica (springback) por conformado plástico de una pieza entera.
- Homogeneidad de las características de las piezas y exentas de defectos.
- Alta precisión de forma y dimensiones, debido por una parte a una menor resiliencia y por otra, a la posibilidad de calibración con hidroconformado a alta presión,
- Reducción de costes: gracias al hidroconformado se disminuye el número de piezas del subconjunto a fabricar, lo que da lugar a menos operaciones secundarias y de ensamblaje, principalmente en piezas complejas.

- Cantidad reducida de desechos
- Obtención de formas más suaves

### Inconvenientes
- Las condiciones de trabajo son difíciles de obtener, tanto por ser una tecnología nueva (especialmente en caliente) como por existir muchos parámetros que deben ser tenidos en cuenta en el proceso.
- La maquinaria de hidroconformado es muy grande y costosa, lo cual conlleva una elevada inversión inicial.
- Técnica limitada a determinados materiales
- Proceso delicado: Una presión excesiva puede producir rotura, el avance excesivo de los punzones de sellado puede dar lugar a formación de arrugas…
- El tiempo del ciclo de trabajo es largo y la productividad es baja

## Campos de aplicación
Existen múltiples aplicaciones del hidroconformado, pero especialmente se centra en el campo de la aeronáutica y la automoción (piezas del marco, como los carriles laterales, travesaños, capós, cuadros de aplastamiento, radiadores, colectores de escape, pilares y  carrocería). Esto se debe a que estos tipos de industrias se ven obligados a realizar componentes más ligeros, consiguiendo así una reducción del consumo de combustible y de las emisiones contaminantes que conlleva. Existen nuevos mercados que se están beneficiando de esta técnica y la están aplicando al desarrollo de algunos componentes como son: accesorios de fontanería, estructuras de muebles, productos de construcción, aparatos de elevación, sillas de ruedas y aplicaciones médicas. También se utiliza esta técnica para fabricar algunas partes como puede ser el cuadro de una bicicleta, así como para la creación de instrumentos musicales.